# Paseo de Alfonso XII
El Paseo de Alfonso XII es una vía urbana de la ciudad de Vigo. Comienza en la calle Elduayen y termina en la rotonda donde confluyen las calles Falperra y Pi y Margall. Se inauguró en el año 1943 como un bulevar, y lleva el nombre de Alfonso XII de España.
En el paseo se localiza uno de los miradores más importantes de la ciudad, un balcón de balaustrada metálica con bancos y plataneros donde se encuentran dos símbolos de la ciudad: El Olivo de Vigo y la escultura El Hada y el Dragón. La primera remite al pasado vigués, cuando la burguesía de la ciudad apoyó a Juana la Beltraneja durante la sucesión de la Corona de Castilla. De aquellas, en la ciudad existían muchos olivos, que fueron arrasados y quemados como represalia. El olivo del paseo de Alfonso XII recuerda este suceso, y emula el crecimiento del árbol como metáfora del crecimiento de la ciudad. El segundo es una escultura de Jaime Quesada Blanco, homenaje a los poetas, trovadores y cancioneros de la tradición oral gallega. 

## Historia
En la zona en donde actualmente se encuentra el paseo formaba parte de las antiguas murallas de la ciudad. Con el crecimiento de la urbe y la demolición de las murallas, este espacio se transformó en un lugar de esparcimiento. A finales del siglo XIX y principios del XX el paseo comenzó a tomar forma con la construcción de un mirador y la plantación de árboles. Se convirtió en un lugar popular para pasear y disfrutar de las vistas de la ría.
A mediados del siglo XX se construyó el quiosco, un elemento emblemático del paseo, y se realizaron mejoras en la infraestructura. Ya en el XXI se han llevado a cabo diversas remodelaciones y ampliaciones para adaptarlo a las necesidades actuales, manteniendo siempre su esencia como espacio público. Ha sido escenario de numerosos eventos y celebraciones a lo largo de su historia.

## Elementos  singulares
- El Olivo de Vigo: Un olivo centenario bajo el cual los vigueses realizaron una promesa de lealtad a la ciudad.

- El Hada y el Dragón: Escultura que homenajea a los trovadores y poetas gallegos.

- La barandilla del mirador: Una obra de hierro forjado que ofrece vistas a la ría.

- El quiosco: Un edificio de estilo racionalista que ha sido restaurado y reubicado.

- Fuente del Paseo de Alfonso XII.

## Galería de imágenes

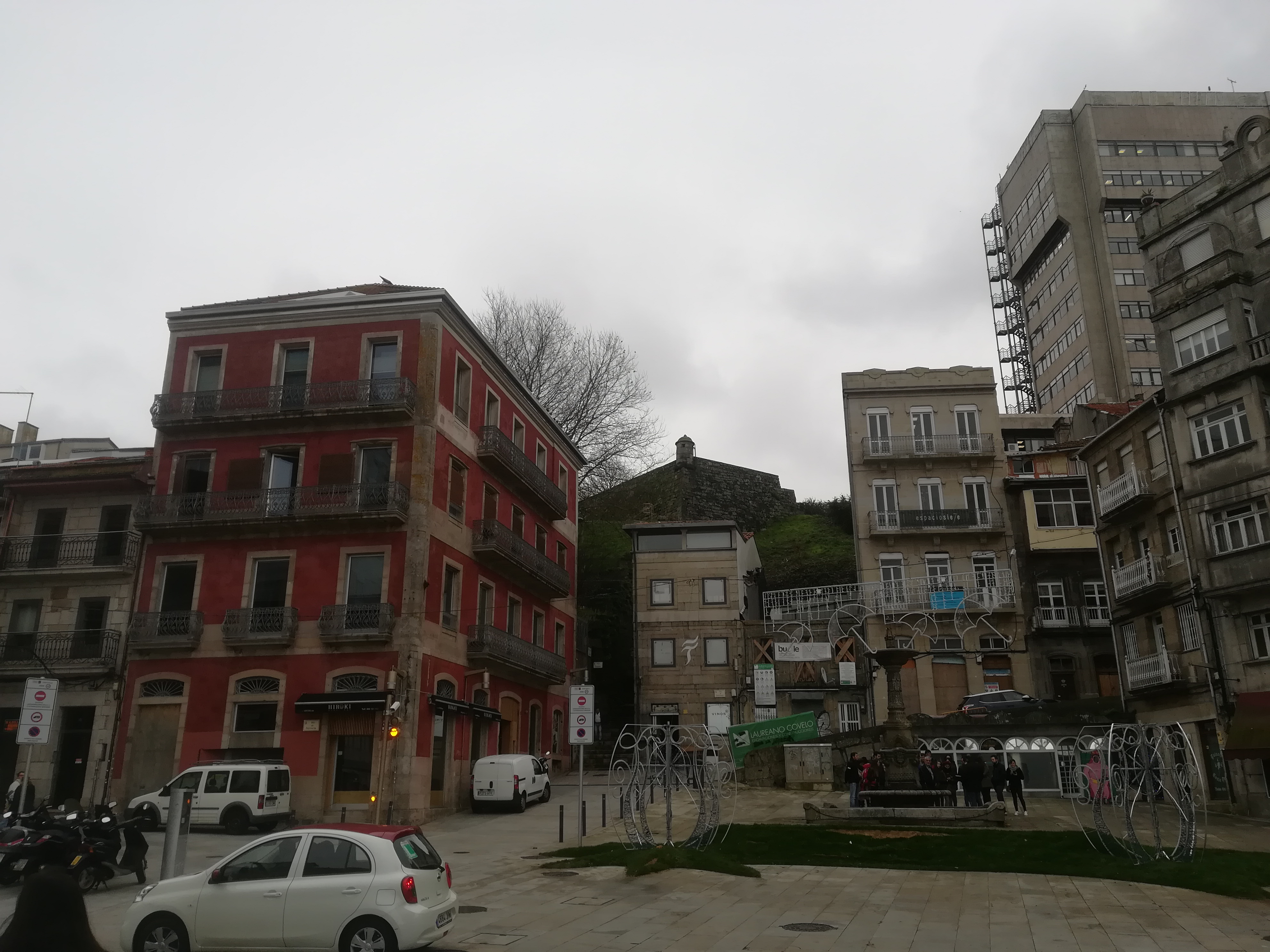
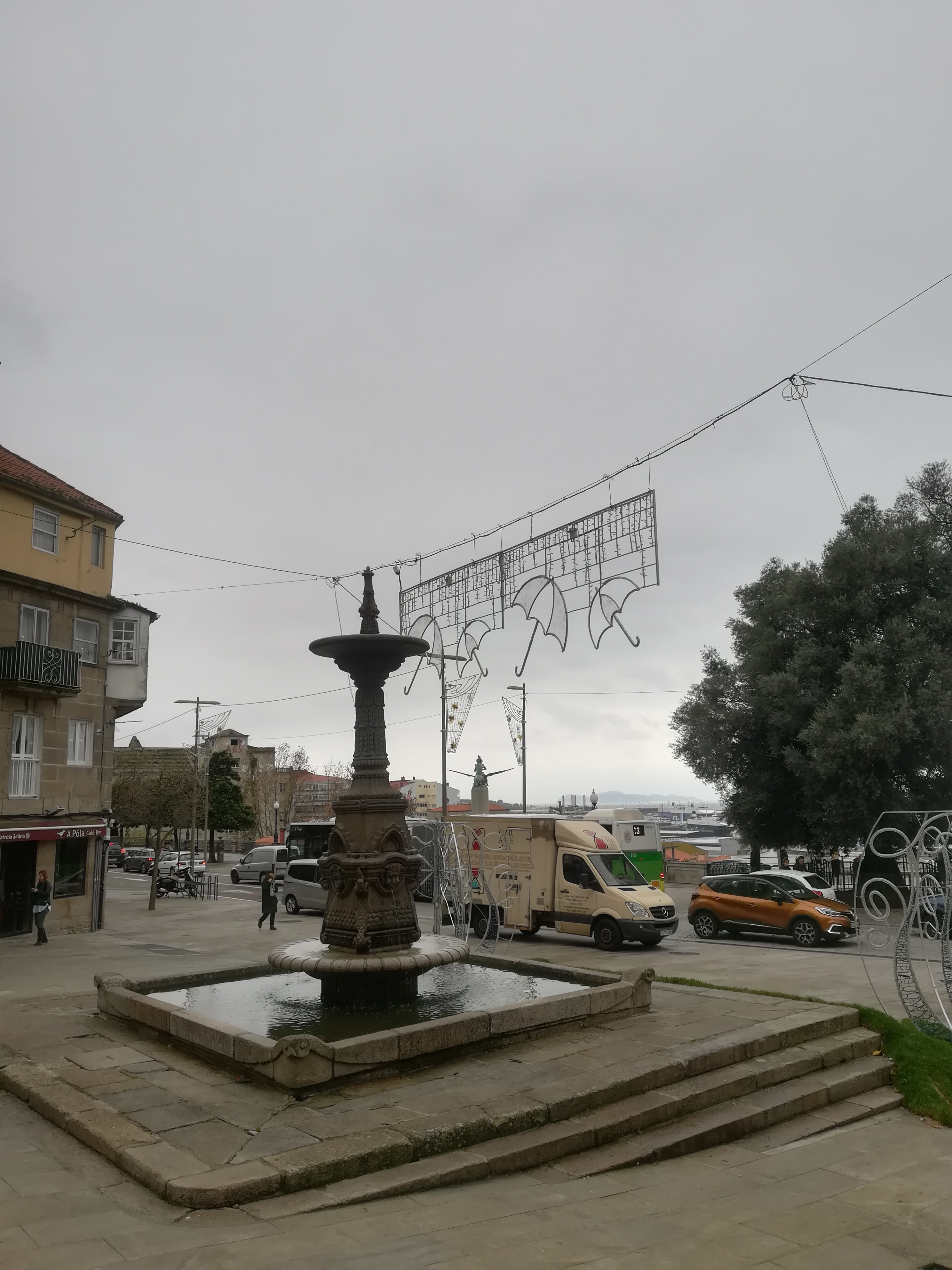
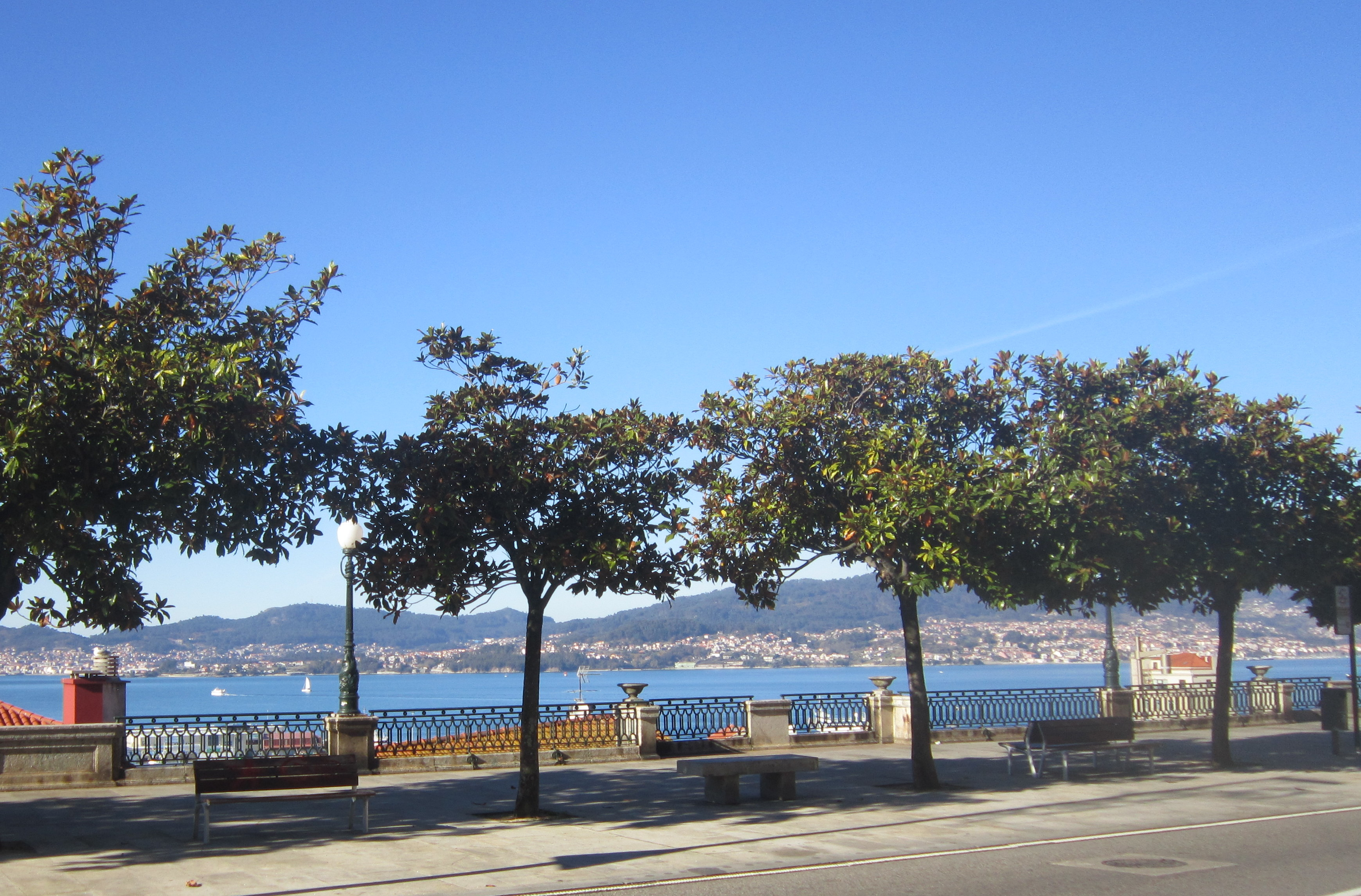
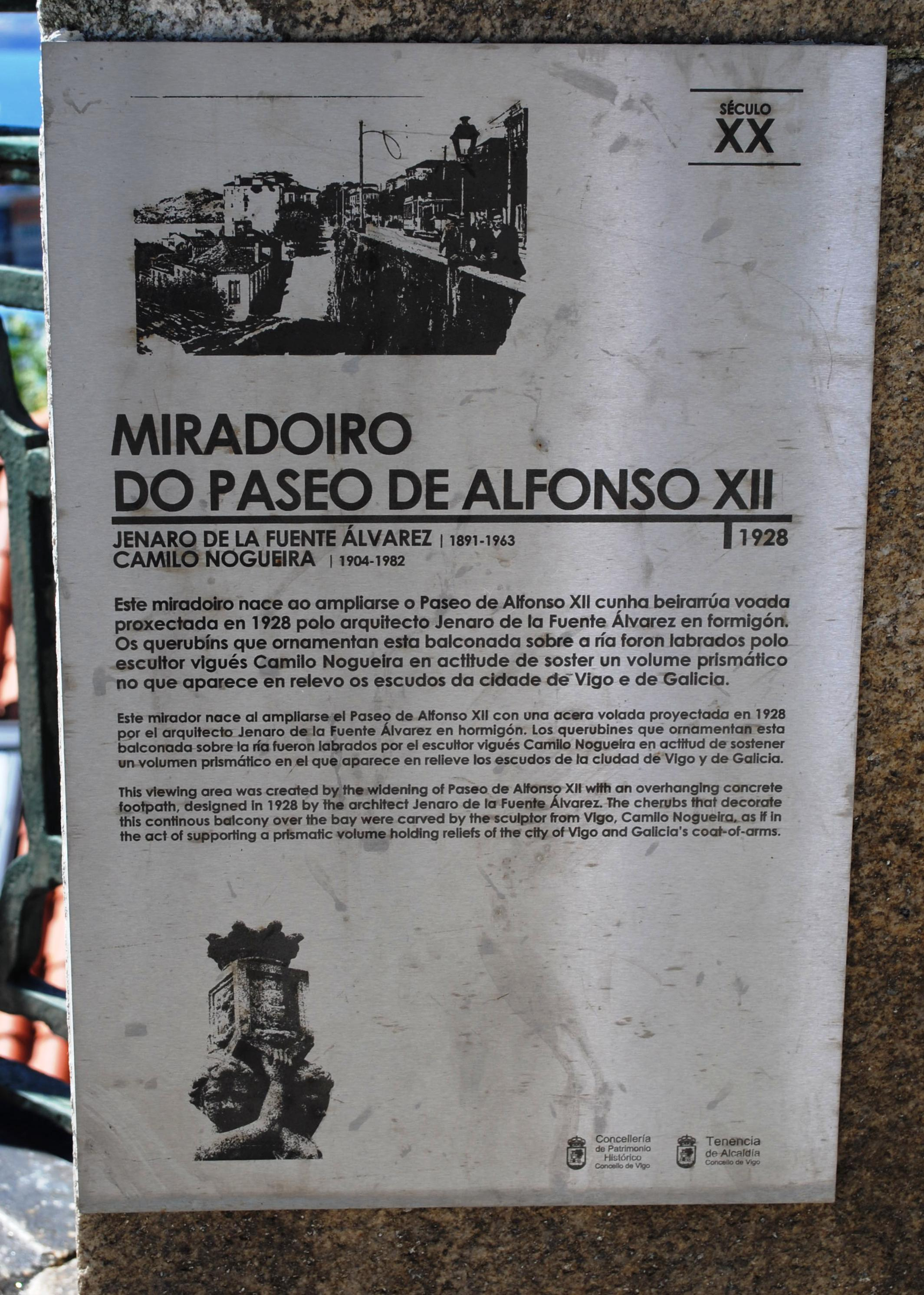